# 電気蚊取
電気蚊取（でんきかとり）は、蚊を駆除する目的で、有効成分であるピレスロイド系成分を電気の熱で揮発させる装置である。従来、蚊を駆除するためには蚊取線香が広く使われていたが、電気蚊取は有効成分はほぼ同種であるものの持続時間が長く、かつ煙も発生しないという優れた特徴を持つため、1970年代以降に広く普及した。方式は大きく分けて、マット方式と液体方式が存在する。また、マット方式と液体方式の利点をとったカートリッジ式も存在する。

## 歴史

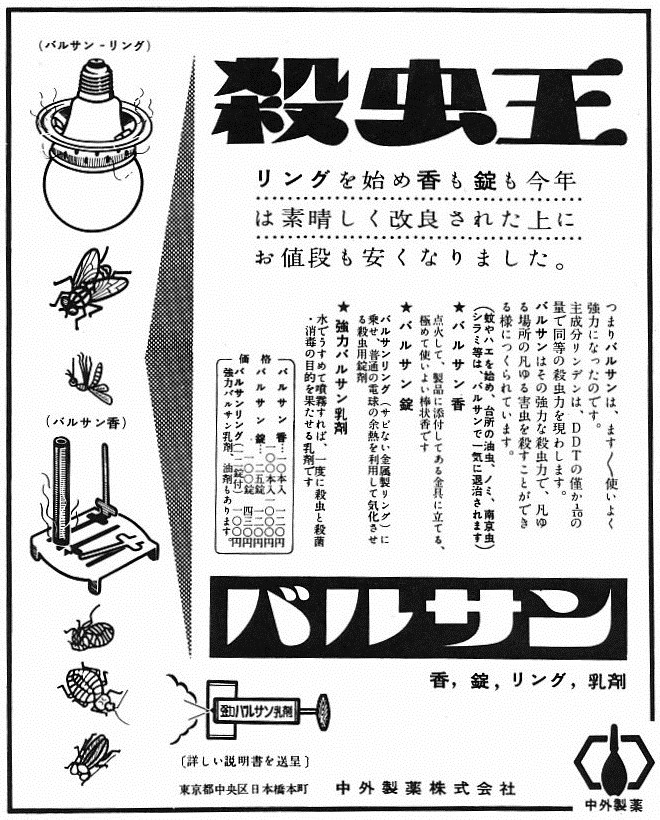
バルサンの広告。左上が電球加熱式（1954年）

1954年に中外製薬から発売された殺虫剤『バルサン』は錠剤タイプの殺虫剤をスプーンの上に乗せローソクの火などで加熱して揮発させる方式であったが、後に電球の余熱を利用して加熱できる『バルサン - リング』も用意された。
1963年に、フマキラーが『ベープ』で電気蚊取を商品化する。これはマット方式であり、蚊取線香よりも安全として優位性を訴えた。有効時間は1枚につき約10時間有効であった。その後、液体方式も開発され、1990年代以降は後者が主流になる。現在は、日本だけではなく、東アジアや東南アジアなどを始めとして、蚊の多い世界各地で広く利用されている。

## 仕組み

### マット方式

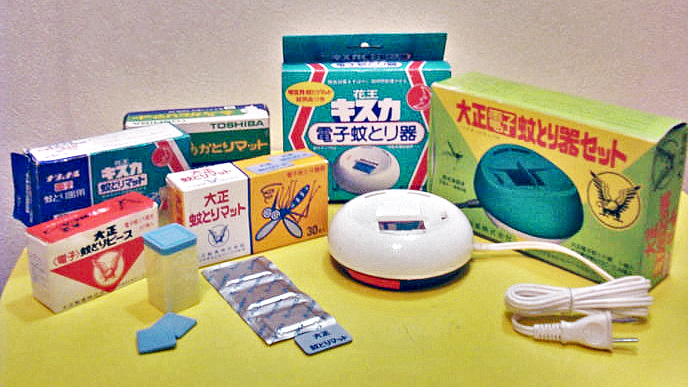
マット方式の電気蚊取

最初に普及したのがこのマット方式で、殺虫成分であるピレスロイドを含浸させた繊維質のマットを、電気発熱体の上に載せる構造になっている。電気発熱体が発熱することにより、熱により気化した殺虫成分が揮発する。蚊取線香とは異なり、火を用いないために煙が発生せず、無臭で燃えかす処理が不要・かつ火事や熱傷の危険が少ないという特徴を持つ。
マット方式の持続時間は、半日から一日ほどで、後述の液体方式に比べて短いため、液体方式が一般的になって以降は、使用は次第に減少している。一方、製品によっては液体方式と比べて溶媒成分を蒸散させない長所を持つ。また小型化しやすい利点があり、最近では携帯性に優れたものや、電池で作動する製品も発売されており、現在も一定程度の需要がある。また珍しいものでは、キャンプで使用されるランタンのグローブ（ガラス製のホヤ）周りにマットを取り付けて、光熱で揮発させるアタッチメントもある。
過去には、殺虫成分であるピレスロイドを含有するペーストや、正方形の錠剤（ピース）、あらかじめ30日分の薬量を含浸させたカセットを使用するものも発売されていた。これらも広義にはマット方式に含まれる。

### 液体方式

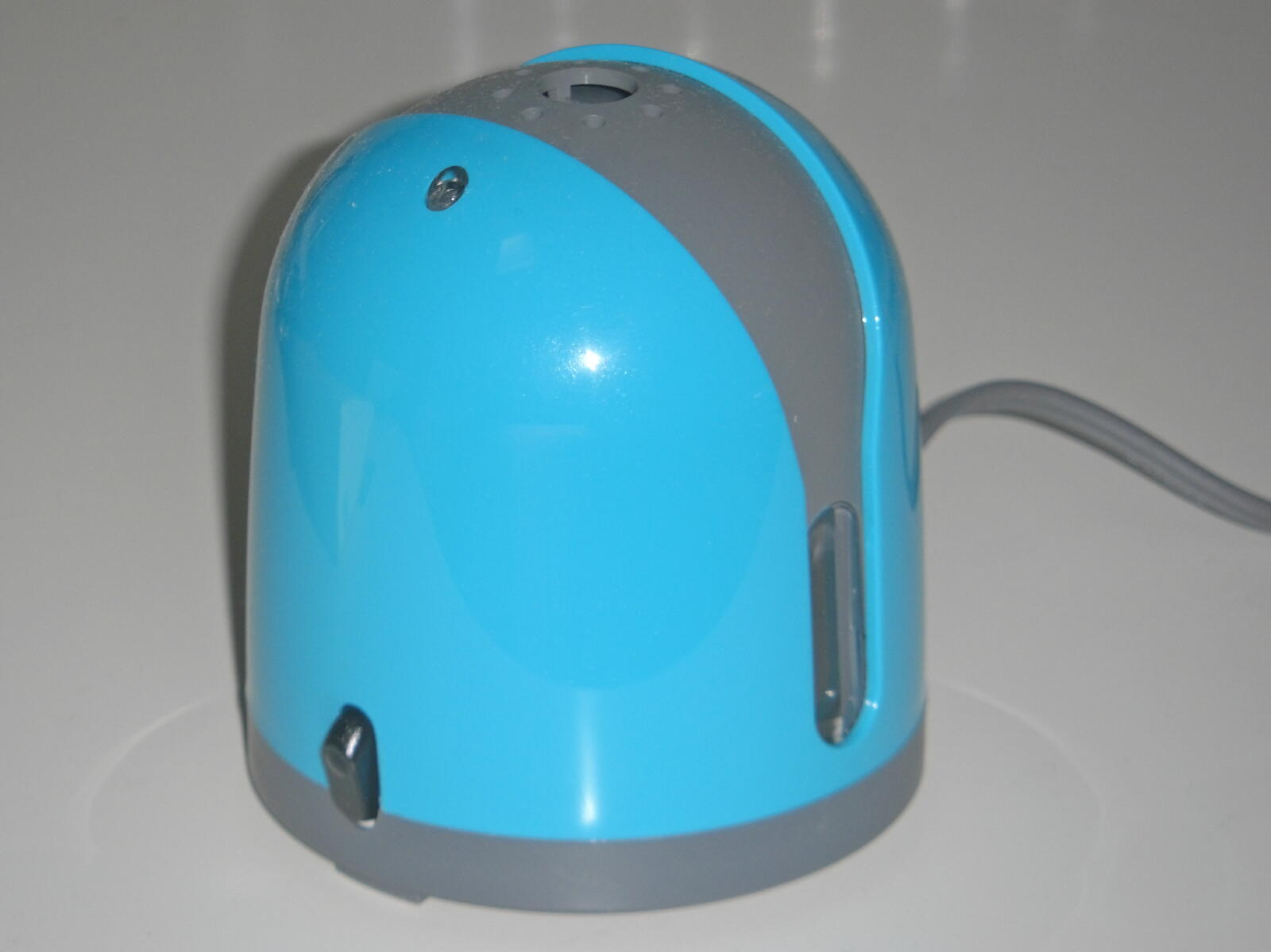
液体方式の電気蚊取（アースノーマット）

殺虫成分であるピレスロイドを含んだ液薬をボトルに入れボトルの中央部に毛細管現象を利用した吸収芯を装着し、この芯の上部を電気的に加熱することで殺虫成分を揮散させるものである。液体方式を採用することにより、有効成分残量にかかわらず揮発速度を一定に保つことが可能になり、またボトル容量を増やすことにより持続時間を容易に数十日以上にすることができる。実際、現在市場に出ている商品では、蚊が多い夏の1シーズンの間、ボトル1本ないし2本程度の使用で済むものが多く、液薬交換の手間が大きく省かれている。この利便性により、現在は液体方式が主流である。マットも使用できる機種も市販されている。

### カートリッジ式
錠剤や樹脂マットの媒体に含んだ殺虫成分を常温で蒸発させ、本体内蔵の小型の送風機で拡散させるタイプ。電池で送風機を作動させるため、家庭用電源の取れない場所や、屋外でも使用が容易なのが特徴。電気の熱で揮発させるわけではないため、厳密には電気蚊取には含まれないことになる。